# Iviers
Iviers är en kommun i departementet Aisne i regionen Hauts-de-France i norra Frankrike. Kommunen ligger  i kantonen Aubenton som ligger i arrondissementet Vervins. År 2022 hade Iviers 219 invånare.

## Befolkningsutveckling
Antalet invånare i kommunen Iviers
Referens: INSEE